# Andromeda XXI
Andromeda XXI – karłowata galaktyka sferoidalna w gwiazdozbiorze Andromedy, znajdująca się w odległości około 2,8 mln lat świetlnych od Słońca. Jest jedną z największych karłowatych galaktyk sferoidalnych w Grupie Lokalnej.
Andromeda XXI jest stosunkowo dużym satelitą Galaktyki Andromedy (M31) o promieniu półświatła prawie 1 kiloparseka. Od centrum M31 dzieli ją dystans około 150 kiloparseków.
Galaktykę odkryto dzięki obserwacjom wykonanym w ramach przeglądu fotometrycznego Pan-Andromeda Archaeological Survey.